# Gleditsia medogensis
Gleditsia medogensis — вид квіткових рослин з родини бобових (Fabaceae). Поширення: Тибет.